# Пила 4
«Пила́ 4» — художній фільм у жанрі трилер та жахи, прем'єра якого в США, Канаді та інших територіях відбулася 26 жовтня 2007 року, в Україні — 6 грудня 2007. Режисером став Даррен Лінн Боусман, який зняв дві попередні частини, Джеймс Ван (режисер першої частини) і Лі Воннелл (автор сценарію трьох частин) стали виконавчими продюсерами.

## Сюжет
Фільм починається зі сцени в морзі. Патологоанатоми розкривають тіло Джона Крамера і в шлунку знаходять касету для диктофону. На місце розтину приїздить детектив Гоффман і вставляє касету, знайдену в шлунку Крамера, в диктофон. На плівці Джон звертається до детектива: «Ти там, детектив? Якщо так, то ти останній, хто готовий прийняти мій виклик. Можливо, тобі пощастить там, де інших спіткала невдача. Думаєш, я не піддам тебе випробуванню? Обіцяю: моя робота буде продовжена. Ти думаєш, все закінчено, тому що я мертвий? Нічого не закінчено — гра тільки почалася!»
Двоє чоловіків прокидаються в мавзолеї. Один з них — чоловік великої статури по імені Тревор, а інший — молодий адвокат Арт Бланк. Обидва вони в різних кінцях мавзолею прикуті ланцюгами до апарату, що знаходяться в середині мавзолею, який поступово намотує ланцюг на котушку. Якщо ланцюг закрутиться до кінця, то обом зламає голови. У Арта зашитий рот, а у Тревора очі. Арт зауважує на шиї у Тревора ключ. Тревор, не розуміючи, що відбувається (оскільки нічого не бачить), починає кричати і тягнути Арта за ланцюг, що призводить механізм у дію. Механізм починає закручувати ланцюга і через кілька миттєвостей зламає їм шиї. Тревор намагаючись врятуватися, став розмахувати інструментами (знайденими випадково) і поранив Арта в ногу. Арт вбиває Тревора, кілька разів ударивши його молотком по голові. Знявши ключ, Арт звільняється і, кричачи на все горло, розриває зашитий рот.
Детектив Гоффман разом з поліцейським спецназом (командиром спецназу Ріггом) виявляють тіло детектива Керрі. На місце злочину приїжджають агенти ФБР Пітер Страм і Ліндсі Перес. Страм відразу здогадався, що Аманда Янг не могла затягти Керрі в пастку і що у Пили є ще один помічник, якого вони і повинні знайти.
Повернувшись додому, командир спецназу Рігг йде у ванну, де на нього накидається невідомий і присипляє. Прокинувшись, Рігг відкриває двері в кімнаті, де включається телевізор. Манекен з екрану пояснив, що Ерік Метьюз ще живий. Він стоїть на кубі льоду, який розтане через 90 хвилин, і Ерік Метьюз, і детектив Гоффман загинуть. У Рігга є всього 90 хвилин, щоб врятувати їх.
Тим часом ФБР допитує Джилл Так, дружину Джона Крамера і основну підозрювану в його справі. Далі Рігг виявляє повію Бренду, прив'язану волоссям до апарату, який намотує їх. Рігг рятує її, але вона бере ніж і кидається на нього. Рігг штовхає її на дзеркало, і та гине.
Використовуючи підказкам Пили, Рігг знаходить в готелі насильника Айвена, з яким хоче пограти Пила. Рігг прив'язує Айвена до ліжка, включає диктофон і виходить з кімнати. Правила гри — ґвалтівник повинен виколоти собі очі, або помре. Айвен встигає виколоти собі одне око, а друге не встигає, і апарат Пили відриває йому кінцівки. Айвен гине. Допит Джилл Так триває. Стає відомо, що пацієнт її клініки Сесілл придавив дверима живіт Джилл, через що вона і втратила дитину. ФБР виявляє труп Айвена в готелі.
Тим часом Рігг знаходить чергових жертв Пили — Морган і Рекса, чоловіка і дружину. Чоловік часто бив Морган, але в поліцію вона звертатися боялася. Рігг про все здогадався і після допиту не втримався і вдарив її чоловіка. У справу втрутився Гоффман, а чоловік викликав адвоката Арта Бланка, якому нічого не вдалося довести, оскільки Гоффман все «залагодив», сказавши, що готовий давати свідчення на суді проти чоловіка Морган, і свідчити, що чоловік першим кинувся на Рігга, а не навпаки. На що Арт Бланк відповів, що знає про те, що Гоффман покриває Рігга, і за брехню обидва розплатяться згодом. У «грі» Пила проткнув Морган і її чоловіка залізними прутами таким чином, що один і той же прут проходить крізь Морган і її чоловіка одночасно, не зачіпаючи важливі точки і органи у Морган, але якщо вона витягне ці прути, щоб звільнитися, то її чоловік помре, бо в нього вони проходять крізь важливі точки. Морган помстилася чоловіку за завдані страждання і витягла все прути, тому її чоловік гине.
Через деякий час ФБР знаходить труп Рекса. Морган дала свідчення ФБР про те, що її врятував Рігг. Але агент Страм не довіряє Ріггу. Стає відомо, що всіх жертв Пили захищав адвокат Арт Бланк. Він же є адвокатом Джилл Так. Експерт-криміналіст необережно активує прилад Пили, той вистрілює і вбиває фотографа ФБР. Страм в останній момент встигає відтягнути агента Перес.
Чергова гра Пили знаходиться в тій же будівлі, де зараз Страм і Перес. Посеред кімнати на стільці сидить лялька Біллі, навколо — свічки, на ляльці — диктофон. Перес вмикає диктофон. Але виявилося, що це пастка — з ляльки в Перес вистрілюють заряди. Страм кричить викликати швидку. Агент Страм розлючений, він веде допит Джилл Так з наміром дізнатися, де Арт Бланк. У минулому Джон Крамер викрав Сесілла, який вбив його дитину. Сесілл повинен спотворити своє обличчя ножами або померти від втрати крові. Сесілл робить це і звільняється. Він кидається на Крамера з наміром вбити його, але через це падає в іншу пастку — колючий дріт і гине.
Страм залишає кімнату допиту. Він дивиться на газету і агента осяває! Рігг, Метьюз, Бланк і Гоффман знаходяться в будівлі Гідеон. Гідеон — перший будинок Джона і ім'я його ненародженої дитини.
Бланк повідомляє Метьюза, що якщо Рігг увійде в двері, то Ерік загине. Арт знімає куртку, і Метьюз з Гоффманом розуміють, що він теж учасник гри. Тим часом агент Страм проникає в будівлю Гідеон. Рігг встигає увійти в кімнату з бранцями, що призводить до смерті Метьюза. Брили льоду розплющують йому голову. Страм вбиває Джеффа, який себе не контролює. Він бачить трупи Пили, Лінн Денлон і Аманди Янг.
У цей час поранені Рігг і Бланк корчаться на підлозі. Бланк тягнеться за диктофоном, Ріггу здається, що за пістолетом, і Рігг його вбиває. Диктофонне послання говорило Ріггу, що убивши Метьюза, він провалив останнє завдання. Рігг розуміє, що помічник Пили — детектив Гоффман.
«Гра закінчена» — говорить Гоффман. Далі Гоффман замикає агента Страма в кімнаті з трупами і йде. «Гра тільки починається» — свідчить послання Пили Гоффману…

## Пастки
У фільмі надано 9 пасток:
- Мавзолей
- Скальпізриватель
- Шибениця
- Електричний стілець
- Руйнувач кінцівок
- Колона з прутами
- Шрапнель Біллі
- Крісло з ножами
- Костолом

## У ролях
- Тобін Белл —  Конструктор
- Скотт Патерсон — Агент Страм
- Бетсі Рассел — Джилл, дружина Конструктора
- Костас Менділор — Детектив Гоффман
- Лайрік Бент — Рігг
- Атена Карканіс — Агент Перес
- Джастін Луїз — Арт
- Симон Рейнольдс — Ламанна
- Майк Рілаба — Фіск
- Марті Адамс — Іван
- Донні Волберг — Ерік Меттьюс
- Джей Лароуз — Трой
- Бахар Сумех — Доктор Лінн Денлон

## Знімальна група
- Режисер — Даррен Лінн Боусман
- Сценаристи — Маркус Данстен, Патрік Мелтон і Томас Фентон
- Продюсери — Марк Бург і Орен Коулс
- Виконавчий продюсер — Ден Хеффнер
- Співпродюсер — Грег Копланд
- Оператор — Девід Армстронг
- Художник-постановник — Дефід Хакл
- Художник по костюмах — Алекс Кавані
- Монтаж — Бретт Салліван і Дайан Бранжес
- Підбір акторів — Стефані Горін

## Касові збори
Під час показу в Україні, що розпочався 6 грудня 2007 року, протягом перших вихідних фільм демонстрували на 32 екранах, що дозволило йому зібрати $80,183 і посісти 4 місце в кінопрокаті того тижня. Фільм опустився на п'яту сходинку українського кінопрокату наступного тижня, хоч досі демонструвався на 32 екранах і зібрав за ті вихідні ще $28,092. Загалом фільм в кінопрокаті України пробув 6 тижнів і зібрав $153,544, посівши 83 місце серед найбільш касових фільмів 2007 року. Фільм зібрав $63,3 мільйона у США та Канаді та ще $76 мільйона на інших ринках. Загальна сума зборів склала $139,3 мільйона.

## Факти
- Лі Воннелл повідомив, що у фільмі будуть дані відповіді на багато запитань, що виникли в третій частині, а також буде розкритий зв'язок Конструктора Смерті та Обі з другої частини.
- До сюжету, за словами Баусман, був застосований новий підхід, завдяки чому рукопис став складний для сприйняття. У фільмі буде чотири історії, що розвиваються паралельно, і жодна з них не торкнеться теми мук.
- Рішення про зйомки четвертого фільму була прийнято ще до того, як третій фільм потрапив в кінотеатри.
- Собака, з якою грає Айвен, належить Даррену Лінну Баусману.
- Спочатку Донні Волберг відмовився від ролі Еріка через щільний графік, тому сценаристи роздумували, якого персонажа вони поставлять на брилу льоду (варіанти передбачали батька Рігга та Гоффмана). Донні зміг викроїти час для фільму після початку зйомок.
- Алісон Лютер, яка зіграла Джейн, є племінницею Даррена Лінна Баусман.
- Фільм був знятий за 32 дні.
- Зґвалтованих Айвен жінок, зображених на фотографіях, грають подруга Баусман, його асистент та адвокат.
- Марк Бург зізнався, що це його улюблена частина серії.

## Відгуки
«Пила IV» отримала переважно негативні відгуки від критиків. На Rotten Tomatoes рейтинг схвалення 18 % на основі 83 рецензій, із середньою оцінкою 3,9/10. Претензії критиків звучать так: «Пила IV більш тривожна, ніж переконлива, з матеріалом, який вже бачили в попередніх частинах». На сайті Metacritic фільм має середній бал 36 зі 100 на основі 16 рецензій.

## Кіноляпи
- У Unrated Director's Cut версії фільму приблизно на 1:06:00, коли агент Страм скидає папки і папери зі свого столу, в кімнаті видно комп'ютери, спочатку на моніторах видно аудіоаналізатор, потім «розлогінена» Microsoft Windows XP, а ще пізніше IE6 з відкритою вебсторінкою та контекстним меню.
- Як таймер у деяких пристроях був використаний секундомір виробництва Златоустівського годинникового заводу «Агат» (ЗЧЗ), вироблений ще в СРСР. Примітно те, що секундомір такого типу сам по собі не може керувати ніякими зовнішніми пристроями і призначений лише для візуального зняття показань.